# Sac City (Iowa)
Sac City – miasto w Stanach Zjednoczonych, w stanie Iowa, siedziba hrabstwie Sac. W 2000 liczyło 2 368 mieszkańców.